# ديفيد فالشر
ديفيد فالشر (بالإنجليزية: David Fulcher)‏ هو لاعب كرة قدم أمريكية أمريكي، ولد في 28 سبتمبر 1964 في لوس أنجلوس في الولايات المتحدة.

## وصلات خارجية
- ديفيد فالشر على موقع مرجع كرة القدم المحترفة.كوم (الإنجليزية)
- ديفيد فالشر على موقع كلية كرة القدم في سبورتس رفرنس.كوم (الإنجليزية)